# Fundurii Vechi, Glodeni
Fundurii Vechi este un sat din raionul Glodeni, Republica Moldova.

## Istoric

### Arheologie
Pe teritoriul comunei au fost găsite piese de silex, fragmente ceramice, scoici etc.

### Prima atestare documentară
Renumitul savant, Vladimir Nicu, cercetător al istoricului localităților Republicii Moldova, afirmă în lucrarea sa intitulată „Localitățile Moldovei în documente și cărți vechi. Vol. 1.”, din 1991, că satul Fundurii Vechi este menționat pentru prima dată la la 18 aprilie 1581, cu numele Fundoaia. Ulterior, această dată a fost preluată de alte publicații. Totuși, dacă analizăm întregul hrisov, la care se referă savantul Vladimir Nicu, depistăm că Fundoaia este un toponim situat între satele Petrești și Băbicani, din actualul județ Botoșani, prin care Iancul voievod, domn al Țării Moldovei, confirmă stăpânirea pe o bucată de pământ, dintre satul Petreștilor și dintre satul Băbicanilor, ce se numește Fundătura, .....
Pentru prima dată satul cu numele Funduri din ținutul Iașilor, din regiunea de peste Prut, este menționat într-un document, prin care nepoții și strănepoții lui Dragoș vornicul, își vând moșiile lui Vasile Mârzacul mare căpitan de Hotin:
„Suret de pe zapis sârbesc din veleat 7158 (1649) octombrie 14.

Adecă eu, Lie și Gheorghe, și Neculai, și Selevăstru, și Codan, și Necoi, și Vasilache, și Uirlan și Nicai Zamfir cu femeia lui Mariana, și Solomon, și Tanas, și Nastea, și Ionașco fratele lui Sârghie, și Grozava și Vasilachi feciorii lui Ion, și Vasilovschi, și Alexandru, și Radul și Pahomi feciorii lui Trifan, și Grigori, și Dochița și Sofronie nepoata lui lui Dumitru Ponici paharnic, și Danila, Vlasie, Paraschiva, Magdalena feciorii lui Dumitrașco Albota stolnic, toți nepoți și strănepoți lui Dragoș vornicul. Scriem și încredințăm cu aceasta a noastră scrisori la mâna dumisale Vasile Mârzacul, marele căpitan de Hotin, de nimeni siliți nici asupriți, cu de a noastră bunăvoie am vândut a noastră dreapta ocina și moșie, ce avem noi în pustie peste Prut la ținutul Iașilor, pe pârâul și pe valea Șovățului ... încă i-am mai vândut dumisale Vasile Căpitanului și alte 2 seliști în pustie din susul Șovațului din ținutul Iașilor, pe nume Buhăenii și Meliștenii în mijlocul Ustiei și a Alibenii Cărpiților pe lângă Funduri și Dușmani și aceste două seliști li-am vândut drept 200 de taleri de argintu și trei perechi de boi buni și 10 vaci cu viței ...

A scris Ioan Meleghi, vornic de poartă”

### Perioada Țării Moldovei
Recensământul din anul 1772 înregistrează satul Fundurile din ținutul Iași, ocolul Ciuhurului, cu 44 de gospodării, dintre care una a duhovnicului, una a ruptașului Nicolae, 10 ale scutelnicilor și 32 ale sătenilor, aceștia în majoritate lucrători la întreținerea stației de poștă cu cai. Proprietar al ocinei locale este arătat Ioan Manolachi.

### Perioada țaristă
În anul 1859 în satul erau 75 de curți, 408 bărbați și 372 femei.
În anul 1872 a fost construită biserica cu hramul Sf. Treime.
1897 - 1296 de locuitori, 663 bărbați și 633 femei, între care 1252 de moldoveni de religie ortodoxă.
1902 - sat în județul Bălți, așezat în valea Răutului. Fac parte din volostea Slobozia-Bălți. Pozițiunea geografică: 47°44'3' lat., 25°22' long. Are 167 case cu o populație de 1058 suflete. Țăranii posedă pământ de împroprietărire 1587 desetine. Grecul Mavrocordat a cumpărat de la boierul român C. Leonard o proprietate de 2514 desetine. Sunt vii și livezi cu pomi..

### Administrația românească
Anuarul Eparhiei Chișinăului și Hotinului din 1922 indică în Funduri 450 de gospodării de țărani români, biserică de lemn „Sfânta Treime” ridicată în 1883, în sat era casă pentru preot. Paroh preot la biserică era Anatolie Moliavin, de 32 ani, absolvent al seminarului teologic; în serviciu din anul 1914. Cântăreț a fost Alexandru Dulap, de 45 ani, absolvent al școlii spirituale, în serviciu din anul 1907.
În apropierea de Fundurii Vechi se află dealul Coșcana și satul e traversat de Râpa Satului. Dicționarul statistic al Basarabiei publicat în 1923 atestă în satul Funduri 386 de clădiri (gospodări), 1236 bărbați și 1317 femei, total - 2553 locuitori. În sat erau active Cooperativa de consum „Unirea”, o moară de aburi, școală primară mixtă, biserică ortodoxă, agent sanitar și primărie.
1924 - Funduri, plasa Slobozia Bălți, județul Bălți. Primar: Ion Moroșan, notar: Costache Vieru. Învățători: Vasile Dumitriu, Valentina Dumitriu, Raila Teodorescu.
     Români (93,8%)
     Evrei (3,6%)
     Ruși (0,9%)
     Polonezi (0,8%)
     Alte etnii (0,9%)
În anul 1930 are loc recensământul general al populației care înregistrează 2249 de locuitori în satul Funduri din plasa Slobozia-Bălți, județul Bălți. Din totalul locuitorilor, 2110 de persoane au fost români, minoritățile etnice erau reprezentate de evrei - 81 pers., ruși 20 pers., polonezi - 19 pers., țigani - 16 pers., 2 ucraineni și 1 grec. Limba română a constituit limbă maternă pentru 2125 locuitori, limba idiș - 81 pers., limba rusă - 22 pers., limba poloneză - 13 pers., limba ucraineană - 7 pers. și limba greacă - 1 vorbitor.
În perioada interbelică, activitatea economică era reprezentată de câteva cârciumi (Beron Moșcu, Ciobotaru Gavril, Eidelmann Ana), croitori (Faermann Moșcu)
1 moară cu aburi (Beron Iancu), cel mai mare deținători de terenuri a fost Alaci Hristofor cu 100 ha de pământ arabil.

## Demografie

### Structura pe sexe
La recensământul din anul 2014, bărbați erau în număr de 1.328 persoane, femeile - 1.436 pers.

### Structura etnică
Structura etnică a satului conform recensământului populației din 2004:
| Grup etnic       | 2004      | 2004        | 2014      | 2014        |
| Grup etnic       | Populație | Ponderea, % | Populație | Ponderea, % |
| ---------------- | --------- | ----------- | --------- | ----------- |
| Români/Moldoveni | 3.441     | 97,78       | 2.710     | 98,0        |
| Ucraineni        | 41        | 1,17        | 22        | 0.7         |
| Ruși             | 29        | 0,82        | 18        | 0,6         |
| Polonezi         | 3         | 0,09        |           |             |
| Găgăuzi          | 1         | 0,03        |           |             |
| Bulgari          | 1         | 0,03        |           |             |
| Alții            | 3         | 0,09        | 8         | 0,2         |
| Nedeclarată      |           |             | 6         | 0,5         |
| Total            | 3.519     | 100         | 2.764     | 100%        |

### Structura lingvistică
Limba română (97,9%)
     Limba rusă (0,58%)
     Limba ucraineană (0,58%)
     Alte limbi (0,94%)
Conform rezultatelor recensământului din anul 2014, limba română a fost indicată în calitate de limbă maternă de către 2.706 persoane; limba rusă - 19 pers., limba ucraineană - 16 pers., nedeclarată - 19 pers. și pentru 38 de oameni limba maternă reprezintă o altă limbă decât cele enumerate. În 2014, limba vorbită de obicei (uzuală) a locuitorilor satului Fundurii Vechia avea următoarea repartizare: limba română - 2.722 locuitori, limba rusă - 16 loc.; limba ucraineană - 6 locuitori și alte limbi - 19 persoane.

### Structura religioasă
În cadrul recensământului din 2014, 2722 locuitori s-au identificat ortodocși, 35 au refuzat să-și declare apartenența religioasă, ceilalți 7 oameni sunt catolici și creștini evanghelici baptiști.

## Administrație și politică
Componența Consiliului local Fundurii Vechi (11 consilieri), ales la 5 noiembrie 2023, este următoarea:
|  | Partid                                        | Consilieri | Componență | Componență | Componență | Componență | Componență | Componență | Componență |
|  | --------------------------------------------- | ---------- | ---------- | ---------- | ---------- | ---------- | ---------- | ---------- | ---------- |
|  | Partidul Nostru                               | 7          |            |            |            |            |            |            |            |
|  | Partidul Dezvoltării și Consolidării Moldovei | 2          |            |            |            |            |            |            |            |
|  | Partidul Acțiune și Solidaritate              | 2          |            |            |            |            |            |            |            |

## Oameni notabili
- Grigore Brumaru, tatăl poetului român Emil Brumaru (1938-2019);
- Violeta Gorgos (n. 1967), regizor și scenarist de filme, membru al Uniunii Cineaștilor din Republica Moldova;
- Ecaterina Jitaru (n. 1943 - d. 2011), lingvist, conferențiar la Universitatea de Stat „Alecu Russo” din Bălți;
- Mihai Magdei (n. 1945), medic-epidemiolog, doctor în științe medicale, ex-ministrul Sănătății (1997–1998);
- Igor Klipii (n. 1968), diplomat și politician moldovean;
- Virgil Mărgineanu (n. 1969), specialist în managementul cultural, doctor în studiul artelor;
- Ion Mărgineanu (n. 1941), pedagog emerit, profesor universitar la ULIM, ex-deputat în primul Parlament al Republicii Moldova (1990–1994).